# مرغ تاجگذاری
مرغ تاجگذاری عنوان غذایی بریتانیایی می‌باشد که شامل مرغ پخته شده سرد است که در کنار سس با چاشنی زردآلو و ادویه سرو می‌شود. نام این غذا به خاطر این که در جشن تاجگذاری الیزابت دوم در سال ۱۹۵۳ تهیه و پذیرایی شد مرغ تاجگذاری نام دارد.